# Port lotniczy Mariana Grajales
Port lotniczy Mariana Grajales (IATA: GAO, ICAO: MUGT) – port lotniczy położony w Guantánamo, w Prowincji Guantánamo, na Kubie.